# Marie-Christine Fillou
Marie-Christine Fillou est une pongiste handisport française née le 3 juillet 1961 à Tours, évoluant en classe 3 (paraplégique ayant une perte importante d’équilibre).
Aux Jeux paralympiques d'été de 2008 à Pékin, elle est médaillée de bronze par équipe. Elle remporte également deux médailles d'argent par équipe aux Championnats d'Europe 2005 à Jesolo et aux Championnats d'Europe 2011 à Split.